# Iris Kaltenbäck
 (janvier 2025).
La mise en forme du texte ne suit pas les recommandations de Wikipédia : il faut le « wikifier ».
Les points d'amélioration suivants sont les cas les plus fréquents :
- Les titres sont pré-formatés par le logiciel. Ils ne sont ni en capitales, ni en gras.
- Le texte ne doit pas être écrit en capitales (les noms de famille non plus), ni en gras, ni en italique, ni en « petit »…
- Le gras n'est utilisé que pour surligner le titre de l'article dans l'introduction, une seule fois.
- L'italique est rarement utilisé : mots en langue étrangère, titres d'œuvres, noms de bateaux, etc.
- Les citations ne sont pas en italique mais en corps de texte normal. Elles sont entourées par des guillemets français : « et ».
- Les listes à puces sont à éviter, des paragraphes rédigés étant largement préférés. Les tableaux sont à réserver à la présentation de données structurées (résultats, etc.).
- Les appels de note de bas de page (petits chiffres en exposant, introduits par l'outil «  Source ») sont à placer entre la fin de phrase et le point final[comme ça].
- Les liens internes (vers d'autres articles de Wikipédia) sont à choisir avec parcimonie. Créez des liens vers des articles approfondissant le sujet. Les termes génériques sans rapport avec le sujet sont à éviter, ainsi que les répétitions de liens vers un même terme.
- Les liens externes sont à placer uniquement dans une section « Liens externes », à la fin de l'article. Ces liens sont à choisir avec parcimonie suivant les règles définies. Si un lien sert de source à l'article, son insertion dans le texte est à faire par les notes de bas de page.
- La présentation des références doit suivre les conventions bibliographiques. Il est recommandé d'utiliser les modèles {{Ouvrage}}, {{Chapitre}}, {{Article}}, {{Lien web}} et/ou {{Bibliographie}}. Le mode d'édition visuel peut mettre en forme automatiquement les références.
- Insérer une infobox (cadre d'informations à droite) n'est pas obligatoire pour parachever la mise en page.

Pour une aide détaillée, merci de consulter Aide:Wikification.
Si vous pensez que ces points ont été résolus, vous pouvez retirer ce bandeau et améliorer la mise en forme d'un autre article.
Iris Kaltenbäck est une réalisatrice et scénariste française.
Son premier long-métrage, Le Ravissement, a obtenu le prix SACD de la Semaine de la critique en 2023.

## Biographie
Iris Kaltenbäck nait en 1988 d'une mère française et d'un père autrichien, tous deux psychanalystes.
À l’adolescence, elle se passionne pour le cinéma en découvrant des films au vidéo club près de son collège.
Après des études de droit et de philosophie, et un début de carrière en droit pénal, elle intègre la Femis en parcours Scénario. À 35 ans, elle réalise son premier long-métrage, Le Ravissement.

## Thématiques abordées
Iris Kaltenbäck s’intéresse aux actes immoraux et aux contradictions humaines, qu’elle cherche à analyser et à comprendre. Ce qui l’a attiré dans le droit pénal, comprendre les gens et l’humain, est aussi ce qui l’a amenée au cinéma : « J’ai compris au fur et à mesure des procès que les gens me passionnaient, et je ne voulais pas approcher leurs histoires par le biais du droit, mais par le biais de l’émotion. Et donc du cinéma. » .
Ses deux films abordent la thématique de la maternité et du mensonge.

## Filmographie
- 2015 : Le vol des cigognes (Court-métrage)
- 2023 : Le Ravissement

## Distinctions

### Récompenses
- Brussels Short Film Festival 2015 : Prix international du public Next Generation pour Le Vol des cigognes
- Festival de Cannes 2023 : Prix SACD de la Semaine de la Critique pour Le Ravissement
- Prix Louis-Delluc 2023 du Premier Film[4] pour Le Ravissement
- Lumières de la Presse Étrangères 2024 : Lumière du meilleur premier film pour Le Ravissement
- Prix du Syndicat français de la critique 2024 : Prix du meilleur premier film français pour Le Ravissement

### Nominations
- Césars 2024 : Nomination au César du meilleur premier film pour Le Ravissement
- Lumières de la Presse Étrangères 2024 : Nomination au Lumière du meilleur scénario pour Le Ravissement